# Idaea antiopa
Idaea antiopa är en fjärilsart som beskrevs av Hans Reisser 1935. Idaea antiopa ingår i släktet Idaea och familjen mätare. Inga underarter finns listade i Catalogue of Life.